# 1806 az irodalomban
Az 1806. év az irodalomban.

## Események

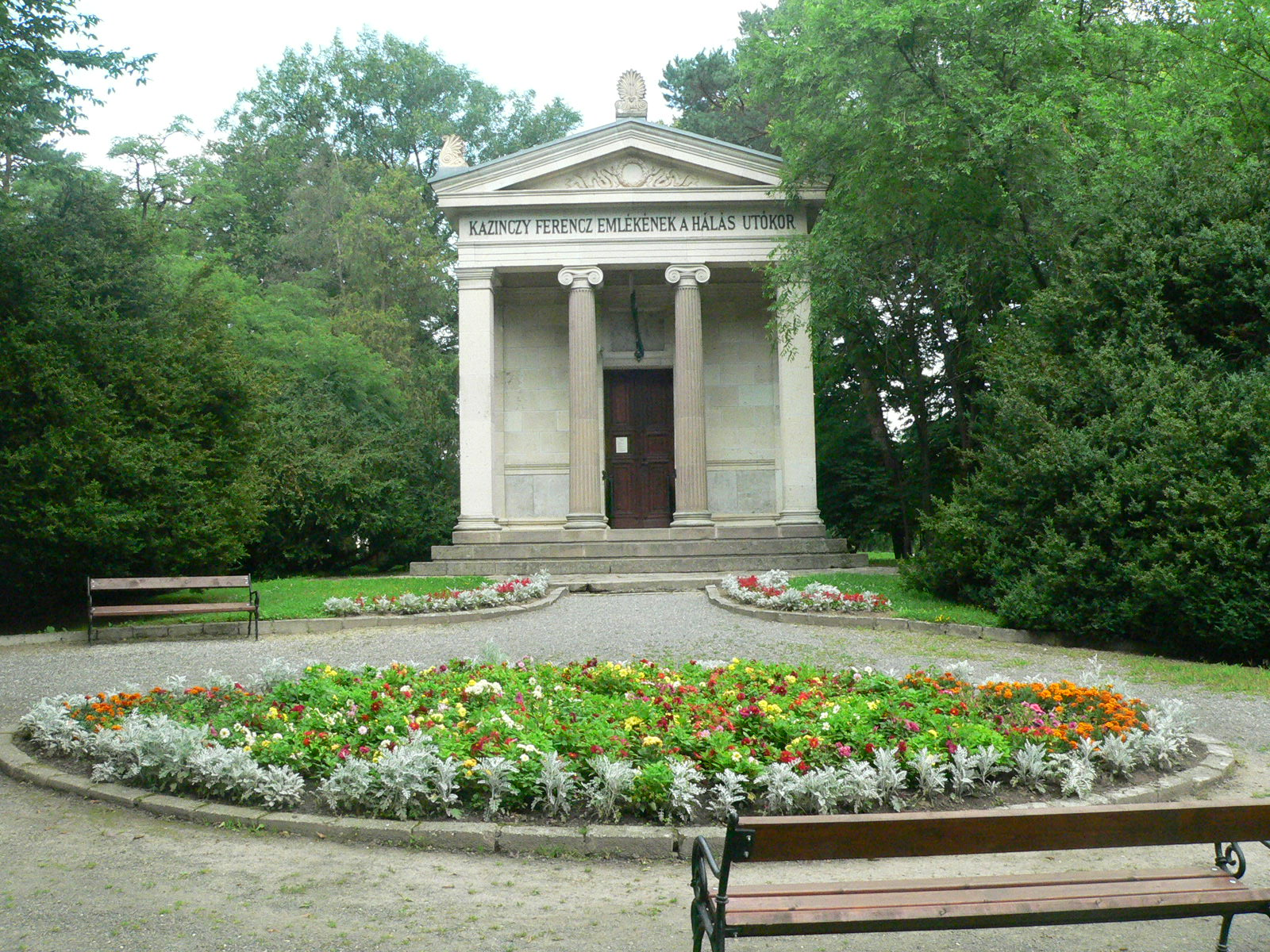
Kazinczy emlékcsarnok Sátoraljaújhelyen

- Johann Wolfgang von Goethe befejezi a Faust első részét, a mű két évvel később jelenik meg.
- Kezdetét veszi az Árkádia-per.
- június – Kazinczy Ferenc Széphalomra költözik, később levelezésével onnan szervezi a hazai irodalmi életet.
- július 2. – Megindul Kultsár István lapja, a Hazai Tudósítások, 1808-tól Hazai és Külföldi Tudósítások címen. Ez „az első hosszabb életű rendszeres, Pesten megjelenő magyar hírlap”;[1] különféle címeken 1848 végéig állt fenn.

## Megjelent új művek
- Maria Edgeworth angol-ír írónő regénye: Leonora.

### Költészet
- George Byron első verseskötete: Fugitive Pieces (Múlandó versek).
- Stanisław Trembecki lengyel költő legnagyobb költeménye: Sofijówka.

### Dráma

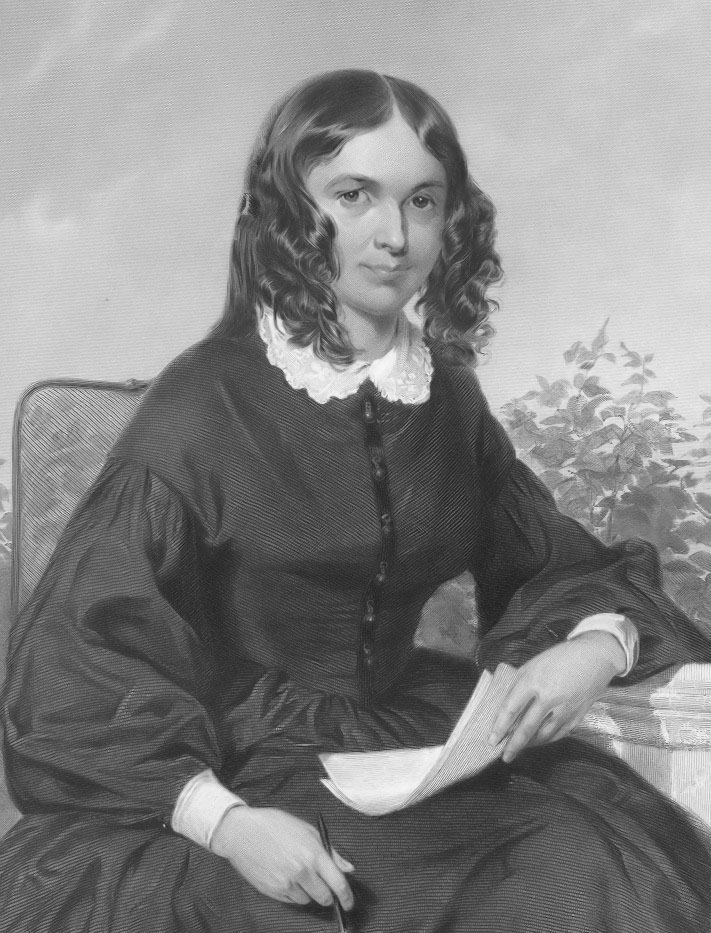
Elizabeth Barrett Browning

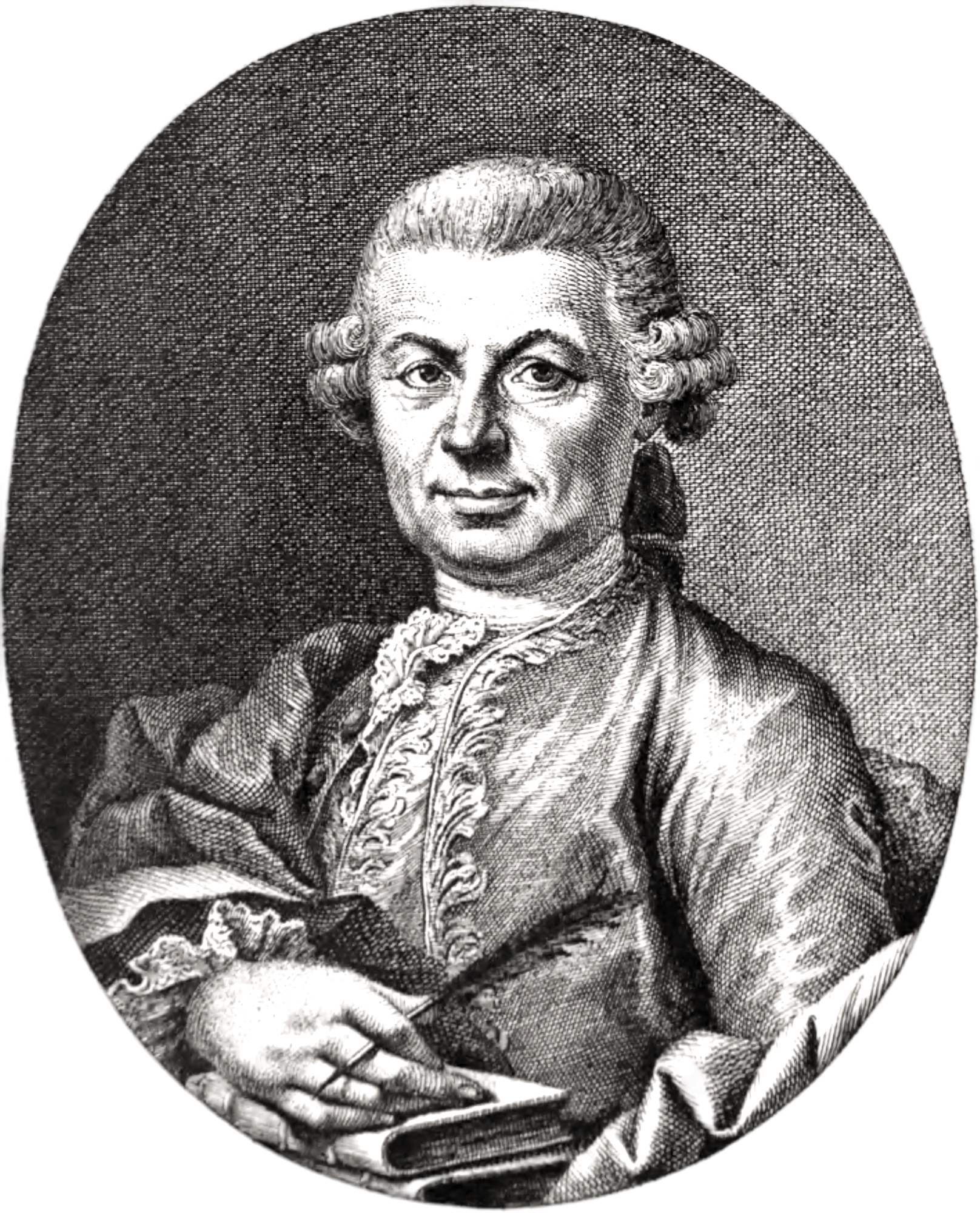
Carlo Gozzi

- Johann Wolfgang von Goethe Stella című tragédiájának premierje Weimarban. A darab tíz évvel később jelenik meg nyomtatásban.
- Leandro Fernández de Moratín spanyol költő vígjátékának bemutatója: El sí de las niñas.

## Születések
- január 16. – Jovan Sterija Popović szerb költő, drámaíró († 1856)
- március 6. – Elizabeth Barrett Browning, a viktoriánus korszak egyik legelismertebb, nehéz sorsú angol költőnője († 1861)
- április 11. – Anastasius Grün német költő és osztrák politikus († 1876)

## Halálozások
- március 3. – Barcsay Ábrahám, a magyar testőrírók egyike, a klasszicista költészet képviselője (* 1742)
- április 4. – gróf Carlo Gozzi olasz író, drámaíró (* 1720)